# كروسبي، ستيلز، ناش ويونغ (فريق موسيقي)
كروسبي، ستيلز، ناش ويونغ (بالإنجليزية: Crosby, Stills, Nash & Young) فريق لموسيقى الروك الشعبية تكون من المغنين وكتاب الأغاني الأمريكيين ديفيد كروسبي وستيفن ستيلز، والمغني وكاتب الأغاني الإنجليزي غراهام ناش، وعندما انضم إليهم المغني وكاتب الأغاني الكندي نيل يونغ كعضو رابع، أطلق عليهم اسم «كروسبي، ستيلز، ناش ويونغ».
عُرف عنهم تناغمهم الصوتي المعقد، والعلاقات الشخصية المضطربة في كثير من الأحيان، والنشاط السياسي، والتأثير الدائم على الموسيقى والثقافة الأمريكية.
تشكل الفريق في عام 1968 بعد فترة وجيزة من أداء كروسبي، وستيلز، وناش معًا بشكل غير رسمي في يوليو من ذلك العام، واكتشفوا أنهم متناسقون جيدًا. طُلب من كروسبي مغادرة فريقه «البيردز» في أواخر عام 1967، وتفكك فريق ستيلز «بافلو سبرنجفيلد» في أوائل عام 1968؛ وغادر ناش فرقته «الهوليز» في ديسمبر، وبحلول أوائل عام 1969 وقع الثلاثي عقد تسجيل مع شركة اتلانتك، وصدر ألبومهم الأول، «كروسبي، ستيلز آند ناش» في مايو 1969.
قرر الثلاثي الاستعانة بعازف لوحة مفاتيح (كيبورد)، ووقع الإختيار على نيل يونغ، الذي لعب مع ستيلز في بوفالو سبرينغفيلد، وبعد التردد الأولي، وافق الثلاثي، وبدأ الفريق، المسمى الآن «كروسبي، ستيلز، ناش آند يونغ» جولته، وقدم الفريق الحفلة الثانية في مهرجان وودستوك في الساعات الأولى من صباح يوم 18 أغسطس، 1969. وصل الألبومهم الأول «ديجا فو Déjà Vu» إلى المركز الأول على كثيراً من القوائم العالمية.
أصدر كل فنان من الرباعي ألبومات فردية رفيعة المستوى بين سبتمبر 1970 ومايو 1971.

## مشاكل الفريق
نجح الفريق في إصدار الألبومات والجولات الفنية، لكن ابتليت الجولات بالإنفاق المسرف، الذي تجسد من خلال مجموعة من أغطية الوسائد المطرزة بشعار الفريق، والاستئجار الروتيني لطائرات الهليكوبتر والطائرات الخاصة بدلاً من النقل البري. يتذكر ناش لاحقًا بخصوص جولة في عام 1976 «الجولة حققت ما يزيد قليلاً عن أحد عشر مليون دولار (والذي كان بالطبع الكثير من المال في تلك الأيام) لقد حصلنا جميعًا على أقل من نصف مليون لكل عضو من الأربعة»، كما كانت التوترات عالية بين كروسبي وستيلز ويونغ. بدأ الفريق في التفكك، ثم عاد للتشكيل مرة أخرى ولكن بدون نيل يونج، الذي ظل يلحق بالفريق من وقت لآخر.

## أعضاء الفريق

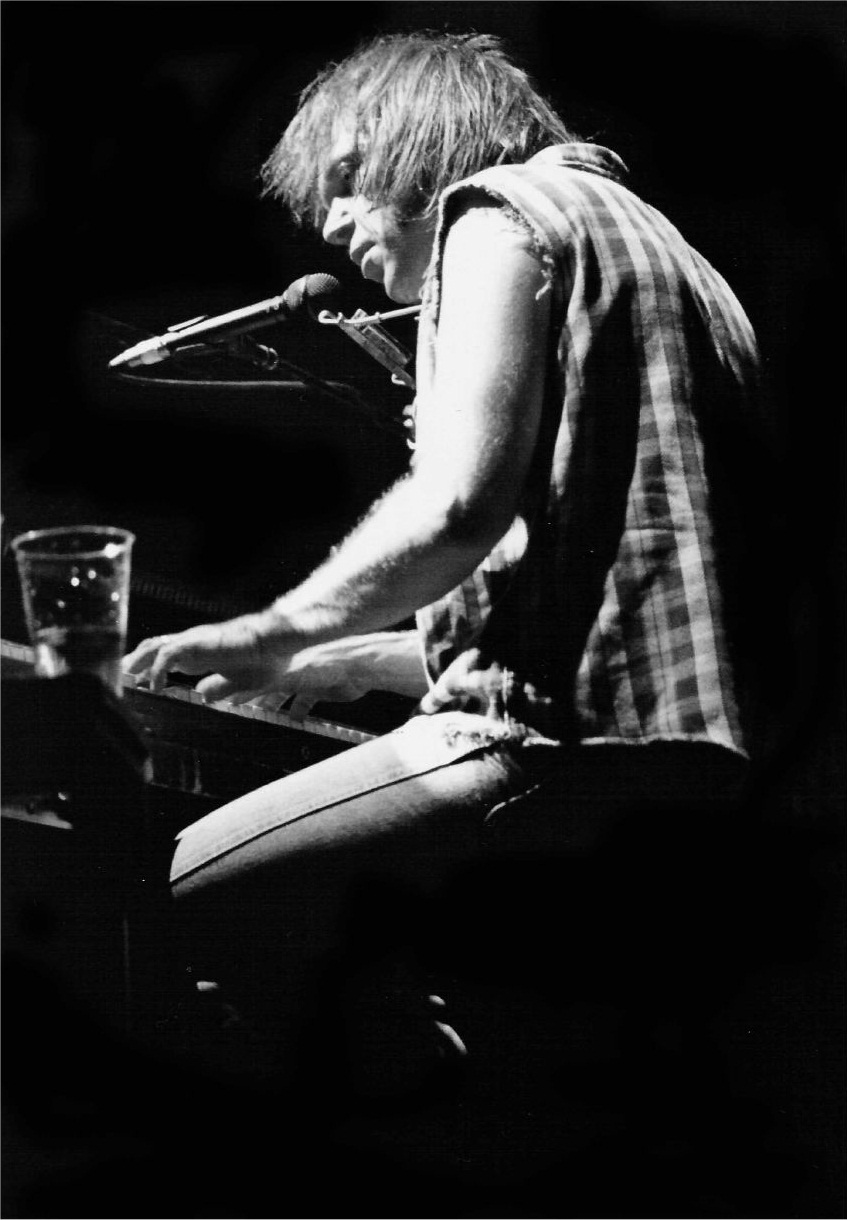
أداء "دعهم يأخذون رقصتنا"

ديفيد كروسبي: غناء رئيسي ومساند، وجيتار الإيقاعي (1968-1970، 1973- 2015)
ستيفن ستيلز: غناء رئيسي ومساند، جيتار رئيسي وإيقاعي وباس، ولوحات مفاتيح، وإيقاع (1968-1970، 1973-2015)
غراهام ناش: غناء رئيسي ومساند، ولوحات المفاتيح، وجيتار إيقاعي (1968-1970، 1973-2015))
نيل يونغ: غناء رئيسي ومساند، وجيتار رئيسي وإيقاعي، ولوحات مفاتيح، وهارمونيكا (1969-1970، 1973-1974، 1986-1988، 1991، 1999-2006، 2013)

## ألبومات الفريق
(1969) كروسبي، ستيلز وناش Crosby, Stills & Nash
(1970) ديجا فو Déjà Vu
(تسجيل حي) (1971) شارع ذو أربعة طرق 4 Way Street
(1974) حتى الآن (ألبوم تجميع) So Far
(1977) ك.س.ن CSN
(1982) النهار مرة أخرى Daylight Again
(1983) الحلفاء (تسجيل ستوديو وتسجيل حي) Allies
(1988) الحلم الأمريكي American Dream
(1990) عشها Live It Up
(1994) بعد العاصفة After the Storm
(1999) التطلع إلى الأمام Looking Forward
(2008) ديجا فو حي (تسجيل حي) Déjà Vu Live

## وصلات خارجية
https://curlie.org/Arts/Music/Bands_and_Artists/C/Crosby%2C_Stills%2C_Nash%2C_and_Young/ كروسبي، ستيلز، ناش ويونغ (فريق موسيقي)
https://www.imdb.com/name/nm1275237/ كروسبي، ستيلز، ناش ويونغ (فريق موسيقي)
https://davidcrosby.com/ كروسبي، ستيلز، ناش ويونغ (فريق موسيقي)
https://stephenstills.com/ كروسبي، ستيلز، ناش ويونغ (فريق موسيقي)
https://www.grahamnash.com/ كروسبي، ستيلز، ناش ويونغ (فريق موسيقي)
https://neilyoungarchives.com/ كروسبي، ستيلز، ناش ويونغ (فريق موسيقي)